# Torneo Interligas de Básquet
Il Torneo Interligas de Básquet è un torneo di pallacanestro disputato in Argentina e Brasile, con squadre provenienti da entrambi i Paesi. Fu creato nel 2010 e si svolgeva nel periodo successivo alla conclusione della fase regolare dei campionati nazionali delle due nazioni.
Tra il 2013 e il 2019 fu interrotto a causa di problemi di organizzazione del calendario. Nel 2019 il torneo riprese con la realizzazione della quarta edizione, ma è stato nuovamente sospeso tra il 2020 e il 2022 a causa della Pandemia da COVID-19, per poi riprendere nel 2023.

## Storia
Venerdì 12 marzo 2010, i presidenti dell'Asociación de Clubes de Básquetbol dell'Argentina e della Liga Nacional de Basquetebol del Brasile si riunirono a San Paolo per formalizzare la creazione del torneo.
Alla riunione parteciparono, per conto dell’AdC, il presidente Eduardo Bazzi, il vicepresidente primo Leonardo Minervini e il tesoriere Antonio García. La delegazione brasiliana era composta dal presidente Kouros Monadjemi, dai membri del consiglio direttivo Fernando Rossi, Jorge Bastos e Arnaldo Szpiro, dal direttore esecutivo Sergio Domenici e dal coordinatore tecnico Claudio Mortari Junior.
«Attendiamo con grande interesse l’inizio di questo lavoro congiunto con i club brasiliani. È importante unire le due leghe, poiché rappresentano il massimo livello tecnico del Sudamerica. Questo torneo aiuterà a migliorare tutte le istituzioni, i club, gli allenatori, i giocatori e i dirigenti di entrambi i Paesi, dato che sarà una competizione molto impegnativa e di grande qualità»
— Eduardo Bazzi, presidente dell'Asociación de Clubes de Básquetbol, Argentina.
«Molto felice per il vostro arrivo (riferendosi ai dirigenti argentini), perché dimostra che stiamo andando nella giusta direzione. Sono certo che la crescita del basket sudamericano passi da qui, da questa riunione. Questo è il momento per unire queste due potenze del Sudamerica»
— Kouros Monadjemi, presidente della Liga Nacional de Basquete, Brasile.
La prima edizione cominciò in Brasile, nel Ginásio ASCEB di Brasília, dove furono raggruppate Sionista Paraná, Libertad Sunchales, UniCEUB Brasília e Flamengo. Tuttavia, la competizione partì con il piede sbagliato, poiché delle forti piogge costrinsero l’organizzazione a modificare il formato del torneo, trasformando il girone in un mini torneo ad eliminazione diretta. Il secondo girone di quell’edizione si disputò a Mar del Plata, dove il Peñarol M. d. Plata eliminò l’Atenas Córdoba, il Pitágoras Tenis e il Franca. In seguito, la squadra marplatense, giocando la finale in casa, sconfisse l'UniCEUB Brasília e conquistò il suo primo titolo nel torneo.
Dopo aver disputato tre edizioni della competizione, fino a quella del 2012, il Torneo Interligas non venne più realizzato a causa della difficoltà di organizzazione del calendario per entrambi le federazioni. Nel 2015 circolarono notizie, nei due paesi, che per quella stagione la competizione sarebbe tornato a svolgersi, ma il Torneo alla fine non venne confermato e non si disputò.
La competizione fece il suo ritorno nel 2019, dopo sette anni dall'ultima edizione disputata. L’edizione 2019 del Torneo Interligas si disputò con due quadrangolari, dai quali il migliore di ciascun gruppo alla finale per il titolo. Il formato fu quello del girone all’italiana, con classifica determinata dalla somma dei punti, e con un solo turno di gare per stabilire le posizioni e qualificare il primo classificato di ogni zona. Ad aggiudicarsi la quarta edizione della coppa fu per la prima volta una squadra brasiliana, il Bauru, che conquistò la vittoria finale sconfiggendo gli argentini del Com. Mercedes per 82-63.
Dopo l'edizione 2019 il Torneo Interligas venne nuovamente sospeso, questa volta però a causa della Pandemia da COVID-19 che impedì il regolare svolgimento della competizione dall'edizione 2020 a quella del 2022. Solo nell'estate del 2023 la competizione ha fatto il suo ritorno, con la realizzazione della quinta edizione del torneo.

## Albo d'oro
| Edizione  | Sede finale   | Campione            | Risultato     | Finalista           |
| --------- | ------------- | ------------------- | ------------- | ------------------- |
| 2010      | Mar del Plata | Peñarol M. d. Plata | 90-78         | UniCEUB Brasília    |
| 2011      | San Pablo     | Obras Sanitarias    | 80-70         | Pinheiros           |
| 2012      | Mar del Plata | Peñarol M. d. Plata | 88-75         | Pinheiros           |
| 2013-2018 | Non disputato | Non disputato       | Non disputato | Non disputato       |
| 2019      | Bauru         | Bauru               | 82-63         | Com. Mercedes       |
| 2020-2022 | Non disputato | Non disputato       | Non disputato | Non disputato       |
| 2023      | La Banda      | Ciclista Olímpico   | 83-77         | Caxias do Sul       |
| 2024      | Corrientes    | Regatas Corrientes  | 71-62         | San Martín de Corr. |

## Titoli per squadra
| Squadra             | Nazione   | Titoli | Edizioni   | Finalista | Edizioni   |
| ------------------- | --------- | ------ | ---------- | --------- | ---------- |
| Peñarol M. d. Plata | Argentina | 2      | 2010, 2012 | 0         |            |
| Obras Sanitarias    | Argentina | 1      | 2011       | 0         |            |
| Bauru               | Brasile   | 1      | 2019       | 0         |            |
| Ciclista Olímpico   | Argentina | 1      | 2023       | 0         |            |
| Regatas Corrientes  | Argentina | 1      | 2024       | 0         |            |
| Pinheiros           | Brasile   | 0      |            | 2         | 2011, 2012 |
| UniCEUB Brasília    | Brasile   | 0      |            | 1         | 2010       |
| Com. Mercedes       | Argentina | 0      |            | 1         | 2019       |
| Caxias do Sul       | Brasile   | 0      |            | 1         | 2023       |
| San Martín de Corr. | Argentina | 0      |            | 1         | 2024       |

## Titoli per Nazione
| Nazione   | Titoli | Ultimo | Finalista |
| --------- | ------ | ------ | --------- |
| Argentina | 5      | 2024   | 2         |
| Brasile   | 1      | 2019   | 5         |

## Squadre partecipanti
Liga Nacional de Básquet
 Peñarol M. d. Plata (2010, 2011, 2012, 2024)
 Libertad Sunchales (2010, 2011, 2012)
 Atenas Córdoba (2010, 2011)
 Obras Sanitarias (2011, 2012)
 Regatas Corrientes (2019, 2023, 2024)
 Sionista Paraná (2010)
 Club Atlético Lanús (2012)
 Boca Juniors (2019)
 Com. Mercedes (2019)
 Unión (2019)
 Ciclista Olímpico (2023)
 Atlético Platense (2023, 2024)
 Riachuelo La Rioja (2023)
 San Martín de Corr. (2024)
 Novo Basquete Brasil
 Pinheiros (2011, 2012, 2023)
 Flamengo (2010, 2011)
 Franca (2010, 2011)
 UniCEUB Brasília (2010, 2011)
 Bauru (2012, 2019)
 Pato (2019, 2023, 2024)
 Minas Tênis Clube (2010)
 Unitri/Uberlândia (2012)
 Paulistano (2012)
 Cearense (2019, 2024)
 BRB/Brasília (2019)
 Caxias do Sul (2023)
 Corinthians Paulista (2023)
 Unifacisa (2024)
 Corinthians (RS) (2024)

## MVP Finale
| Edizione | Nazionalità | Giocatore              | Squadra             |
| -------- | ----------- | ---------------------- | ------------------- |
| 2010     | Argentina   | Leonardo Gutiérrez     | Peñarol M. d. Plata |
| 2011     | Stati Uniti | William McFarlan       | Obras Sanitarias    |
| 2012     | Argentina   | Leonardo Gutiérrez     | Peñarol M. d. Plata |
| 2019     | Canada      | Nick Wiggins           | Bauru               |
| 2023     | Argentina   | Juan Pablo Arengo      | Ciclista Olímpico   |
| 2024     | Argentina   | Fabián Ramírez Barrios | Regatas Corrientes  |